# Georges Favon

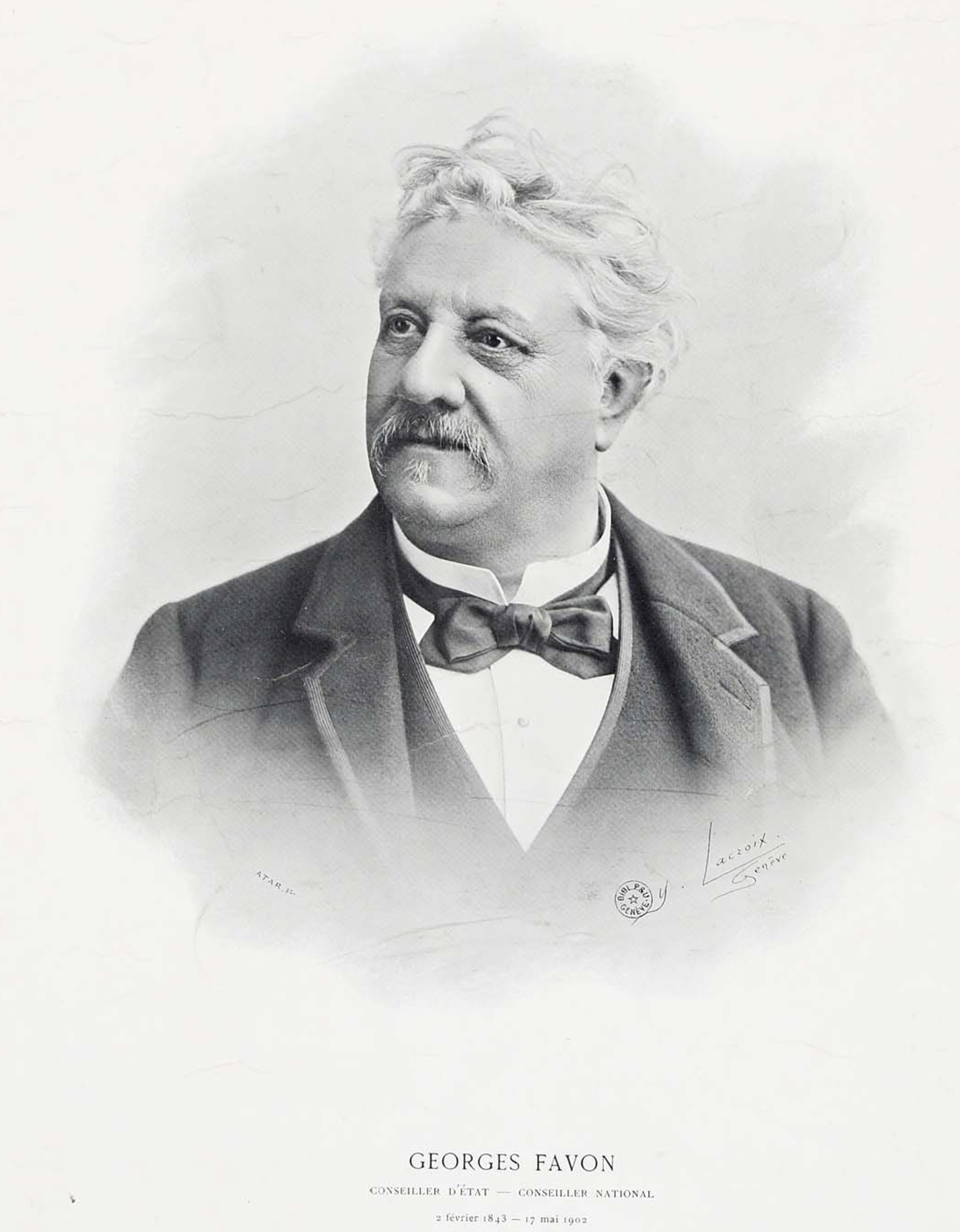
Porträtaufnahme von Georges Favon

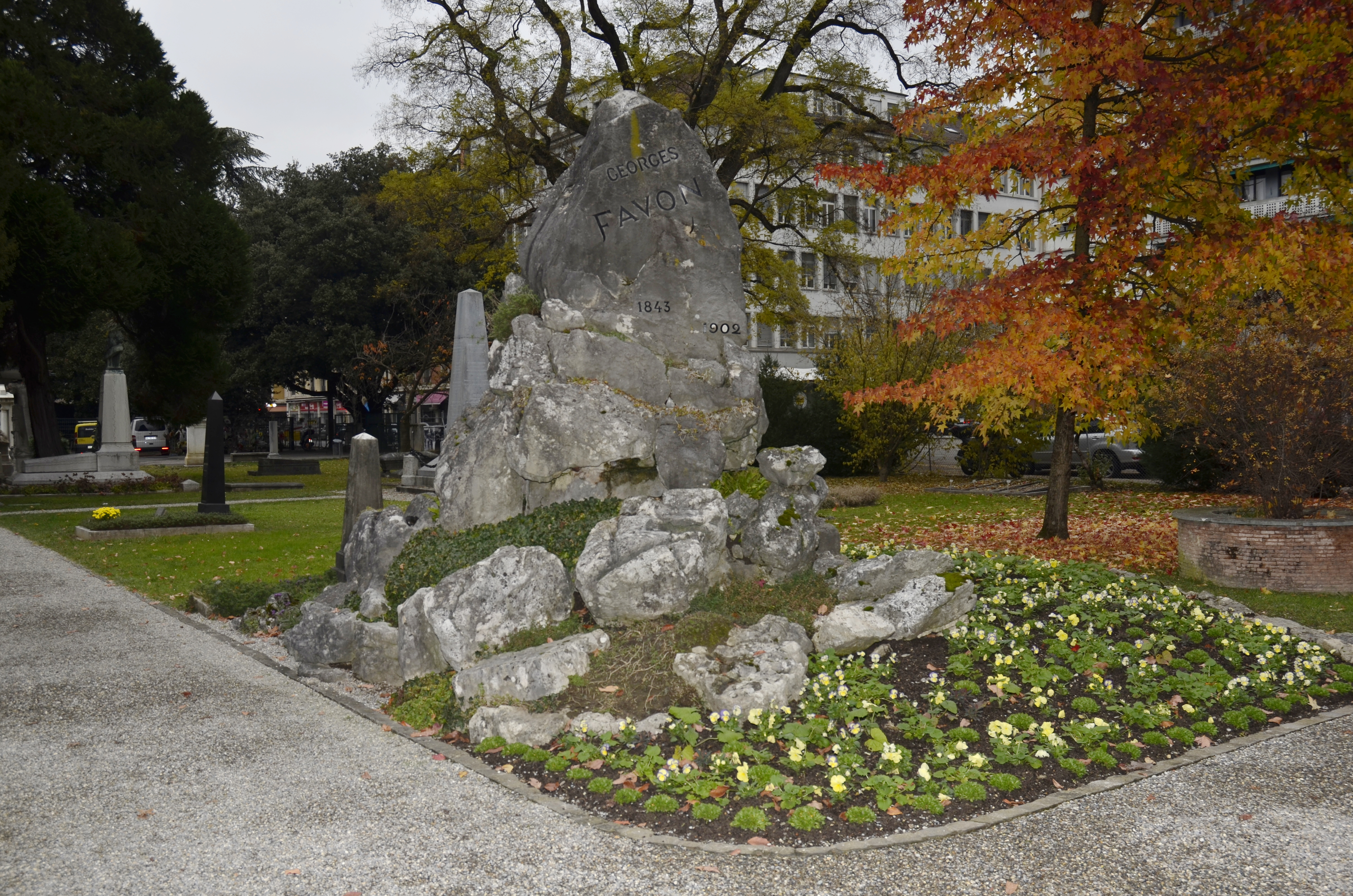
Grab von Georges Favon

Georges Simon Favon (* 2. Februar 1843 in Plainpalais; † 17. Mai 1902 ebenda) war ein Schweizer Journalist und radikaler Politiker.

## Leben

### Familie
Georges Favon entstammte eine der ältesten Genfer Familien, die ursprünglich aus Charolles in Frankreich stammte. Er kam aus einer begüterten Familie und war der Sohn des Tuchhändlers und Grundbesitzers Franois Gédéon Favon (* 17. Oktober 1800 in Genf; † 12. Januar 1860 ebenda) und dessen Ehefrau Louise Anne Sara (* 14. Oktober 1801 in Céligny; † 28. Januar 1876 in Genf), die Tochter des Pfarrers Georges Choisy (1758–1843); er hatte keine weiteren Geschwister.
Seit dem 4. Juli 1877 war er in erster Ehe mit Eugénie (* 6. Juli 1856; † 21. November 1899), der Tochter von Henri Bosson, verheiratet; die Ehe blieb kinderlos. In zweiter Ehe heiratete er am 14. November 1901 Augustine (* 28. April 1856) (geschiedene Schneegans), die Tochter von Jean Lachaud; auch diese Ehe blieb kinderlos.
Er besass unter anderem ein Landhaus in Bossey auf französischem Boden.
Sein behandelnder Arzt, der ihn bis zu seinem Tod gepflegt hat, war Hugues Oltramare (1851–1937).
Georges Favon wurde auf dem Cimetière des Rois in Genf beigesetzt.

### Werdegang
Georges Favon legte am Collège Calvin seine Maturität ab und immatrikulierte sich an der Universität Heidelberg zu einem einjährigen Studium der Rechtswissenschaften. Von 1867 an reiste er nach Paris und Marseille, bereiste die wichtigsten Städte Italiens, Deutschlands und Österreichs und kehrte 1872 nach Genf zurück.
Er gründete am 4. Februar 1875 die Tageszeitung Le Petit Genevois, die 1877 in Le Genevois umbenannt wurde, und ein Presseorgan des volksnahen Freisinns war; bis zu seinem Tod blieb er Redaktor der Zeitung. Die Gründung der Zeitung erfolgte in Gegnerschaft zu Henri Fazys Chronique radicale.
1880 wurde er Aktionär der Aktiengesellschaft und Druckerei Imprimerie centrale genevoise, die 1891 die Zeitung Le Genevois übernahm, worauf er Verwaltungsratsmitglied wurde.
Ab 1883 hielt er, als Nachfolger von Louis Etienne Jousserandot (1813–1887), als ausserordentlicher Professor Vorlesungen über soziale Systeme an der Universität Genf.
1900 wurde er durch den Staatsrat zum Vertreter Genfs in den Verwaltungsrat der Schweizerischen Bundesbahnen gewählt; ihm folgte Alfred Vincent 1902 in den Verwaltungsrat.

### Politisches und gesellschaftliches Wirken
Georges Favon war ab 1863 in konservativen politischen Kreisen aktiv, bis er sich 1872 den Freisinnigen anschloss.
Anfangs liess er sich in der politischen konservativen Gesellschaft Jeune Genève aufnehmen, die es sich zur Aufgabe gemacht hatte, die neu gegründete radikale Gruppe Les fruitiers d'Appenzell, die von Moïse Vautier geführt wurde, mit allen Mitteln zu bekämpfen; später jedoch gab er seine alten politischen Überzeugungen auf und begann mit weiteren Mitgliedern aus der konservativen Gruppe, die sich Unabhängige Partei nannte, eine radikale Politik. Er gab seine alten politischen Überzeugungen und die protestantischen Traditionen und Gewohnheiten seines Elternhauses auf. Zusammen mit einigen anderen Überläufern aus der konservativen Gruppe, machte er militante radikale Politik auf der Seite von Charles Chalumeau, Hippolyte Gosse (1834–1901) und Jean-Antoine Viollier (1819–1896) und einigen anderen. Im Laufe der Zeit wandelte er sich dann vom bürgerlichen Radikalen zum radikalen Sozialisten.
Anfangs unterstützte er im Genfer Freisinn die antikatholische Politik von Antoine Carteret, dessen Schüler er wurde, distanzierte sich aber später von dieser Linie und wandte sich sozialpolitischen Problemen zu. Er strebte eine Allianz mit den Sozialisten an und warb sogar um die katholische Wählerschaft. 1889 stand er an der Spitze einer gespaltenen Kantonalpartei, die dazu noch in der Minderheit war. Im Bündnis mit den Sozialisten führte er sie jedoch an die Macht zurück.
Er widersetzte sich mit seiner epikureischen Grundhaltung dem reformierten Pietismus. Ihm schwebte ein heiteres und lockeres Genf vor, sodass er Glücksspiele und die sogenannten Maisons de tolérance (= Bordelle) verteidigte.
Er verfolgte eine politische Linie, die auf Bundes- und Kantonsebene staatlich geprägt war, aber nicht immer auf Zustimmung der Bevölkerung stiess. Er schlug unter anderem eine allgemeine Krankenversicherung und den Zwang zur Gewerkschaftsmitgliedschaft vor, jedoch ohne Erfolg. In Genf kämpfte er vergeblich gegen die Einführung des Proporzwahlsystems sowie gegen Gemeindeabstimmungen und das Gesetz zur Vereinbarkeit verschiedener politischer Ämter. Am Schulgesetz von 1886, welches das Genfer Bildungswesen modernisierte, war er hingegen massgeblich beteiligt. Als Staatsrat baute er die Universität Genf durch die Schaffung von Polikliniken aus; weiter liess er die Gebäude der Hochschule vergrössern und förderte die Sozialwissenschaften, die er liberalen, sozialistischen und christlichen Denkschulen öffnen wollte.
Er verlieh dem Genfer Freisinn zwar neuen Auftrieb, indem er sein Engagement in sozialen Belangen stärkte, seinen Erfolgen im Bildungswesen stehen das Scheitern sozialer Anliegen, für die die Zeit noch nicht reif war, und die Unterstützung veralteter Wahlsysteme, gegenüber.
1882 wurde er zum Präsidenten der Genfer Kommission für die Schweizerische Landesausstellung 1883 gewählt und war später Mitglied im Zentralkomitee für die Schweizerische Landesausstellung 1896.
Von 1876 bis zu seinem Tod war er Abgeordneter im Genfer Grossen Rat (1876 und 1877 Vizepräsident) und von 1880 bis 1881 Ständerat sowie von 1881 bis 1893 (1883 Vizepräsident und 1884 Präsident) und von 1894 bis 1902 Nationalrat; in dieser Zeit war er auch, als Nachfolger des verstorbenen Alexandre Gavard, von 1899 bis zu seinem Tod als Genfer Staatsrat (1900 Präsident) und leitete das Departement für das Erziehungswesen; sein Nachfolger im Staatsrat wurde François Besson.
Sein Nachfolger im Nationalrat wurde Henri Fazy.
Er setzte sich 1885 dafür ein, dass zu Ehren von James Fazy ein Denkmal errichtet werden solle.
Als Staatsrat richtete er an der Universität Genf die Fakultäten Heilkunde und Naturwissenschaften ein, schuf neue Lehrstühle und Kliniken sowie eine Entbindungsanstalt und liess in den umliegenden Gemeinden neue Schulhäuser erbauen.

Um die Jahrhundertwende griff er einen Vorschlag, den James Fazy 1872 gemacht hatte, wieder auf und versuchte an der Universität Genf eine Fakultät der Wirtschafts- und Sozialwissenschaften einzurichten; allerdings kam es erst 1915 zur Einrichtung einer staatswissenschaftlichen Fakultät.

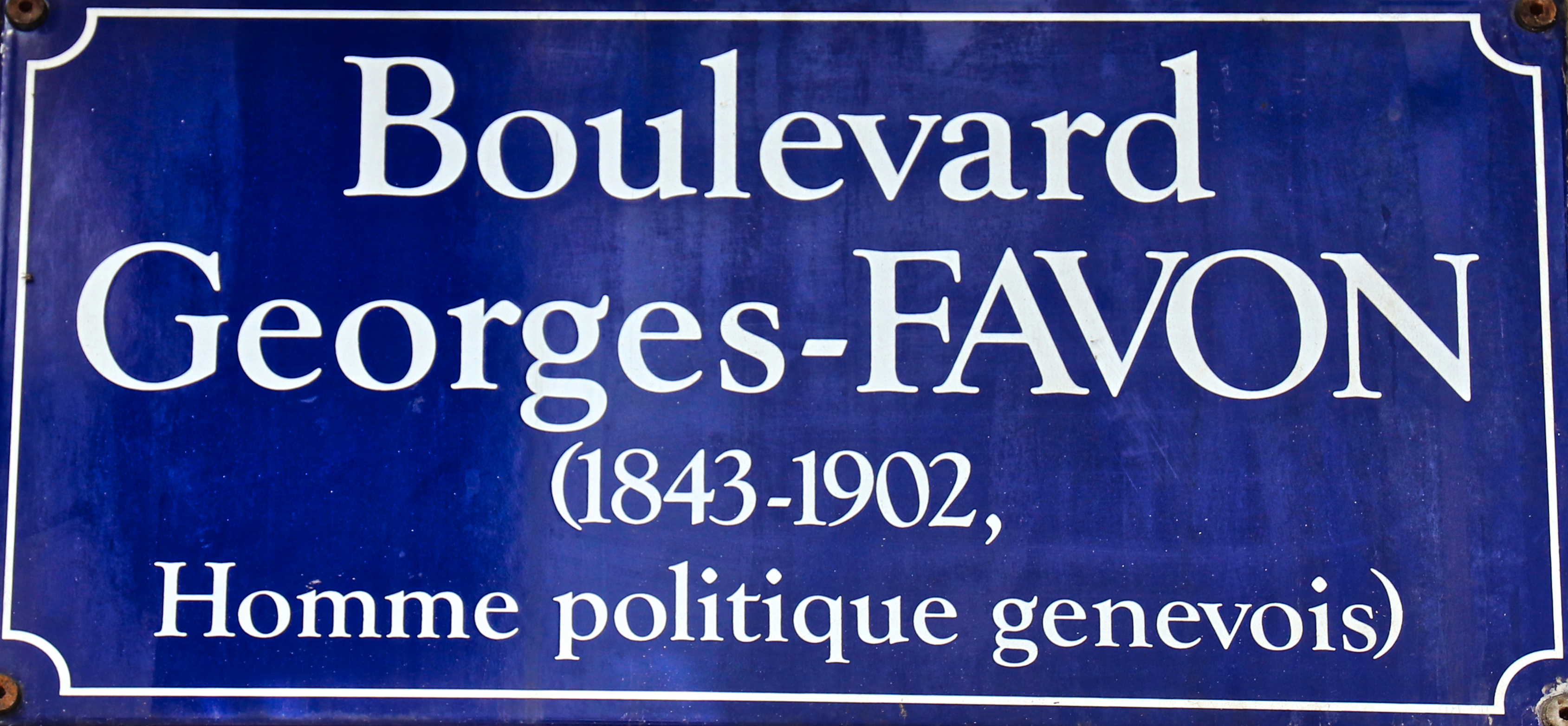
Boulevard Georges-Favon

## Mitgliedschaften
Georges Favon wurde mit Beginn seiner Tätigkeit als radikaler Politiker Freimaurer und Meister der Loge Fidélité et Prudence sowie Grossredner der Schweizerischen Grossloge Alpina.

## Erinnerungen
Am 20. Mai 1917, am 31. Mai 1922 und am 17. Mai 1952 wurde in Genf eine Gedächtnisfeier für Georges Favon abgehalten.

## Ehrungen und Auszeichnungen
Der Boulevard du Plainpalais in Genf wurde 1904 in Boulevard Georges-Favon umbenannt und seine Büste, gefertigt vom Bildhauer Rodo, in der Nähe aufgestellt.

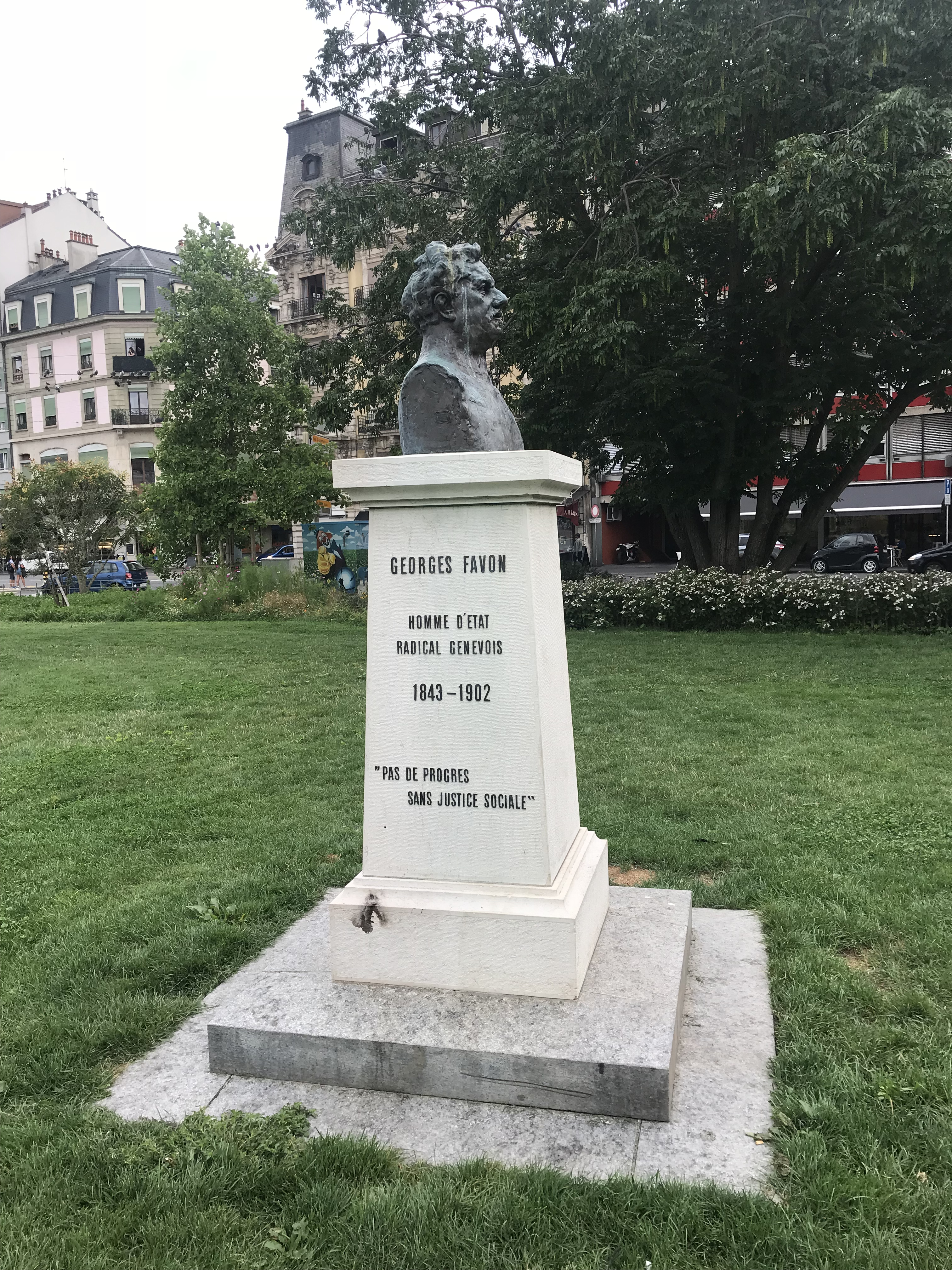
Büste von Georges Fa

## Schriften (Auswahl)
- Les pervenches: poésies. Genf, 1876 (Digitalisat).